# 扎薩克

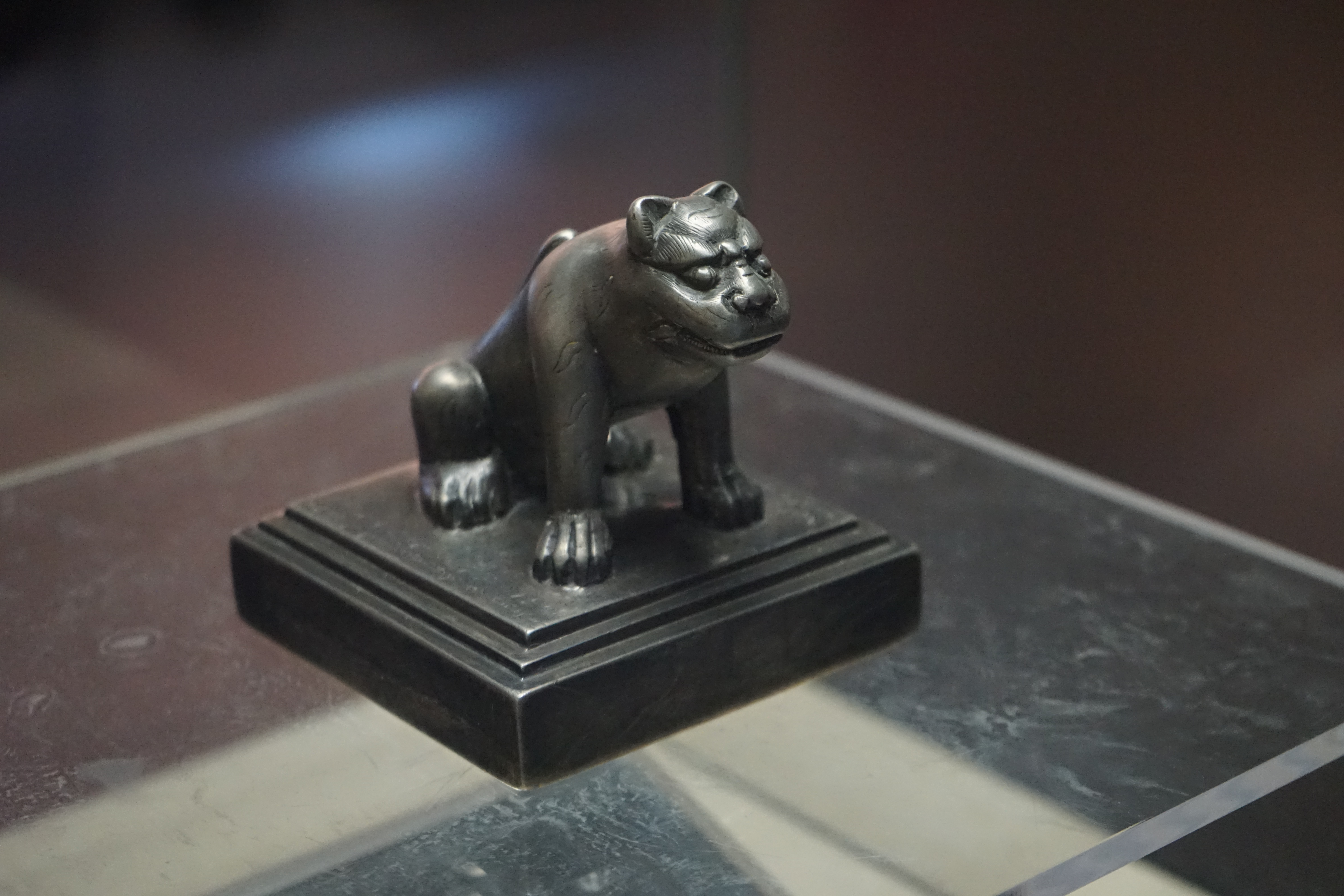
管辖科尔沁左翼郭尔罗斯后旗扎萨克印

扎薩克，又作札薩（意思是“执政”，蒙古语全称“扎萨克诺颜”有酋長及执政官之意），是清廷授予蒙古王公和少數藏人、回部王公的官职。兼有封建領主和地方官双重职能:48。
扎萨克制度的雏形为明末时蒙古图们汗所立左右翼「五执政」，渐渐演化为蒙古诺颜的官称。
清廷统治蒙古时，仿滿洲八旗制編成扎萨克旗，外藩各旗世襲之扎薩克即“旗长”，掌理領內之行政，並以協理台吉為之副，佐理旗務。分世管及公中二種。世管者，各旗王公的首長世世承襲其職者之謂；公中者，不拘爵秩之高下，選出其人，特授敕命之謂。
札薩克的职务由清廷授予，服从理藩院政令:47，受駐防將軍、都統、駐紮大臣的节制，享有俸祿:48。
設札薩克的蒙古部落，稱為外藩蒙古，札薩克為一旗之行政、軍事長官，相當於內屬蒙古的總管。外藩蒙古的札萨克一般有爵位，大多可以世袭。在新疆回部的哈密、吐鲁番，朝廷也冊封回部首領為札薩克，視同蒙古之一旗。分别是哈密扎萨克旗（哈密回王旗）、吐鲁番扎萨克旗:47。
在札萨克的封地内，山川、河流、山林、牧地、田产均归其所有，且不向清政府担负任何徭役、税赋。人民统归其管辖并交纳赋税，承担徭役，而且札萨克对他们有生杀予夺之权。新疆哈密、吐鲁番二扎萨克旗设置初期，旗下属民均为其农奴，人身依附关系严格:48。雍正之后，在汉族移民定居的内扎萨克蒙古地区，清政府为避免税赋流入扎萨克之手，实行蒙汉分治。
清朝滅亡後，雖然中华民国成立初期保留了该制度，但各地包括扎薩克在內的王公還是被逐漸廢除。外蒙古革命後，蒙古人民黨於1923年废除博克多汗時期尚存的扎萨克。满洲国政府則在1935年推行蒙地奉上，将境內扎萨克制改为旗长制。1947年内蒙古自治政府成立後，內蒙古剩餘的扎薩克亦被廢除，直至1949年中華人民共和國成立，中国共产党全面废除扎萨克制度（包括青海和新疆等地的蒙旗），仅在内蒙古保留与县长职权相同的旗长名称。